# Zalesie (powiat tucholski)
Zalesie (niem. Zalesie) – wieś w Polsce położona w województwie kujawsko-pomorskim, w powiecie tucholskim, w gminie Cekcyn.
W latach 1975–1998 miejscowość należała administracyjnie do województwa bydgoskiego. Według Narodowego Spisu Powszechnego (III 2011 r.) liczyła 207 mieszkańców. Jest dziesiątą co do wielkości miejscowością gminy Cekcyn.
Z Zalesie pochodził Bernard Grzywacz (1915-1993), komendant Okręgu Narodowej Organizacji Wojskowej we Lwowie. 